# Nymö församling
Nymö församling var en församling i Lunds stift och i Kristianstads kommun. Församlingen uppgick 2006 i Fjälkinge-Nymö församling.

## Administrativ historik
Församlingen har medeltida ursprung. 
Församlingen var till 2006 annexförsamling i pastoratet Fjälkinge och Nymö som från 1962 även omfattade Gustav Adolfs och Rinkaby församlingar som 2002 sammanslogs till Gustav Adolf-Rinkaby församling. Församlingen uppgick 2006 i Fjälkinge-Nymö församling.

## Kyrkor
- Nymö kyrka